# Sherman Howard
Howard Lee Sherman, connu sous le nom de scène Sherman Howard (né le 11 juin 1949  à Chicago) est un acteur américain.

## Biographie
Il est connu entre autres pour son rôle de Bub le zombie dans Le Jour des morts-vivants (1985), de George Andrew Romero.

## Filmographie

### Cinéma
- 1984 : Grace Quigley  : Alan
- 1985 : Le Jour des morts-vivants  : Bub
- 1988 : Une femme en péril  : Boris
- 1989 : Three Fugitives  : L'officier de police canadien
- 1989 : Chien de flic  : Dillon
- 1989 : L'Arme fatale 2  : Hitman
- 1989 : Outrages  : Le Président de la cour martiale
- 1990 : Dark Angel  : Victor Manning
- 1991 :  Ricochet  : Kiley
- 1993 : La Loi du professionnel  : Bishop
- 1997 : Retroactive  : Trooper
- 1998 : Dante's View  : Jesus
- 1998 : Fievel et le Trésor perdu (vidéo) : Police Chief McBrusque (voix)
- 1998 : The Jungle Book: Mowgli's Story (vidéo) : Shere Khan the Tiger (voix)
- 1999 : Fievel et le Mystère du monstre de la nuit (vidéo) : Haggis (voix)
- 2001 : The Man from Elysian Fields : Paul Pearson
- 2004 : Folles funérailles  : Directeur des pompes funèbres
- 2004 : Debating Robert Lee  : M. Moffat
- 2007 : You Belong to Me : Stuart

### Télévision

#### Téléfilm
- 1985 : The Eagle and the Bear : Directeur
- 1988 : Necessity : Jack Martinelli
- 1995 : Problem Child 3: Junior in Love : Scoutmaster Phlim
- 1995 : OP Center
- 1999 : Batman, la relève : Le Film (Batman Beyond: The Movie) : Derek Powers / Blight (voix)

#### Série télévisée
- 1973 - 1974 : Hôpital central (General Hospital) : Gordon Bradford Gray
- 1984 : Celebrity (mini-série) : directeur
- 1986 : Histoires de l'autre monde (Tales from the Dark Side) (saison, épisode  : Fear of Floating) : Arnold Barker (as Howard Sherman)
- 1986 - 1987 : Ryan's Hope : Vinnie Vincent
- 1987 : Max Headroom : Simon Peller
  - (saison 1, épisode 02 : Le Grand Cirque)
  - (saison 1, épisode 06 : Les Blancs)
  - (saison 2, épisode 03 : Le Retour de Grossberg)
- 1988 :  Dallas (5 épisodes) : Japhet Harper
- 1989 : Nightingales (saison 1, épisode 02)
- 1989 : Unsub (saison, épisode  : And They Swam Right Over the Dam) : Dr Radford
- 1989 : Deux flics à Miami (Miami Vice) (saison 5, épisode 21 : La Dernière Aventure) : Colonel Andrew Baker
- 1989 : La Loi de Los Angeles (L.A. Law) (saison 4, épisode 05 : Trop câlin pour être père) : Ed Haley
- 1989 : Freddy, le cauchemar de vos nuits (Freddy's Nightmares, a Nightmare on Elm Street: The Series) (saison 2, épisode 09 : Monkey Dreams) : Dr Lynch
- 1989 - 1992 : Superboy (17 épisodes) : Lex Luthor / Warren Eckwertt
- 1990 : Alerte à Malibu (Baywatch) (saison 1, épisode 11 : Croisière mouvementée) : Dick
- 1990 : Alf (saison 4, épisode 24 : Le rideau est baissé) : Officer
- 1990 : Parker Lewis ne perd jamais (Parker Lewis Can't Lose) (saison 1, épisode 01 : Premiers obstacles) : M. Lewis
- 1990 : Star Trek : La Nouvelle Génération (Star Trek: The Next Generation) (saison 4, épisode 04 : Humain, soudainement) : Captain Endar
- 1990 : L'Équipée du Poney Express (The Young Riders) (saison 2, épisode 07 : Le Racket) : Marshall Cole Lambert
- 1991 : Code Quantum (Quantum Leap) (saison 3, épisode 11 : La Fuite) : Hank Rickett
- 1991 : Good and Evil (6 épisodes) : Roger
- 1992 : Rachel Gunn, R.N. (saison 1, épisode 03 : To Plea or Not to Plea) : Dr Bledsoe
- 1992 : Melrose Place : Hal Barber
  - (saison 1, épisode 01 : Appartement à louer)
  - (saison 1, épisode 02 : Amour, amitié)
- 1992 : Major Dad (saison 4, épisode 10 : Old Acquaintance) : Kip
- 1993 : Space Rangers (en) (saison, épisode  : Death Before Dishonor) : Prince Gor'Dah
- 1993 : Raven (saison 2, épisode 04 : Le Bon Samaritain) : Stephen Kane
- 1993 : Seinfeld (saison 4, épisode 21 : Nom de nom) : Roy
- 1993 : Good Advice (saison, épisode  : Sunshine on My Shoulder) : Weinblatt
- 1993 : Diagnostic : Meurtre (Diagnosis Murder) (saison 1, épisode 13 : Lily) : Joseph Talbot
- 1994 : Le Fléau (The Stand) (mini-série) (saison 1, épisode 01 : La Peste) : Dr Dietz
- 1994 : Dans l'œil de l'espion (saison 1, épisode 04 : Hot Ice) : Zedek
- 1994 : SeaQuest, police des mers (seaQuest DSV) (saison 2, épisode 09 : Le Passé effacé) : Packard
- 1995 : Sliders : Les Mondes parallèles (Sliders) (saison 1, épisode 04 : Un monde très « British ») : Hendrick
- 1995 : Star Trek: Deep Space Nine (saison 3, épisode 24 : Shakaar) : Syvar
- 1995 - 1997 : Walker, Texas Ranger :
  - (saison 3, épisode 19 : Films interdits) : Sonny Lyle
  - (saison 5, épisode 14 : Les Survivants) : M. Burrows
- 1996 : The Client (saison, épisode  : Winning) : Yuri
- 1996 : Dingue de toi (Mad About You) :
  - (saison 4, épisode 19 : L'Herbe folle)
  - (saison 4, épisode 20 : Le gagnant est...)
- 1996 : Papa bricole (Home Improvement) (saison 6, épisode 03 : Workshop 'Til You Drop) : Howard
- 1996 : Burning Zone : Menace imminente (The Burning Zone) (saison 1, épisode 06 : À la recherche d'une autre dimension) : Dr Elton Greenleaf
- 1996 : The Jeff Foxworthy Show (saison, épisode  : The Practical Joke) : Harvey
- 1996 : Le Rebelle (Renegade) (saison 5, épisode 10 : Simulacre de mort) : Bishop
- 1996 - 1997 : Jumanji (6 épisodes) : Van Pelt (voix)
- 1996 - 1998 : Superman, l'Ange de Metropolis (Superman: The Animated Series) :
  - (saison 1, épisode 09 : Le Motard du cosmos [1/2]) : Preserver (voix)
  - (saison 1, épisode 10 : Le Motard du cosmos [2/2]) : Preserver (voix)
  - (saison 2, épisode 26 : Centrale nucléaire [2/2]) : Steppenwolf (voix)
- 1997 : Michael Hayes (saison 1, épisode 11 : Racket à la carte)
- 1997 : Men in Black (Men in Black: The Series) : voix
  - (saison 1, épisode 02 : L'Affaire du mercenaire intergalactique)
  - (saison 1, épisode 07 : L'Affaire des millicrons)
- 1997 : Extrême Ghostbusters (Extreme Ghostbusters) (saison 1, épisode 21 : La Vengeance du lutin) : (voice)
- 1997 : Urgences (ER) (saison 4, épisode 01 : Direct aux urgences) : M. Schoenberger
- 1997 : Malcolm and Eddie (saison, épisode  : Jingle Fever) : Tow Tom
- 1997 : Pacific Blue (saison 2, épisode 15 : Le Tireur fou) : Franklin Quill
- 1997 : Nash Bridges (saison 2, épisode 15 : Les Faux-monnayeurs) : Jack Conrad
- 1997 : Life with Roger (saison, épisode  : Toy Story) : Chamberlain
- 1998 : Hercule (Hercule: The Animated Series) (saison 2, épisode 04 : Hercules and the Parents' Weekend) : (voice)
- 1998 : Adventures from the Book of Virtues (saison 2, épisode 03 : L'Intégrité) : (voix)
- 1998 : Sabrina, l'apprentie sorcière (Sabrina, the Teenage Witch) (saison 2, épisode 18 : Fausses notes) : Dr Terdlington
- 1998 - 1999 : Mad Jack the Pirate (13 épisodes)
- 1999 - 2008 : New York, police judiciaire ((Law and Order) :
  - (saison 18, épisode 03 : Sujet tabou) : Juge Josiah Bell
  - (saison 09, épisode 24 : Mafia russe : Partie 2) : Carlton Radford's attorney
- 2001 : Invader Zim : Oog-Oh (voix)
  - (saison 1, épisode 17 : Planet Jackers)
  - (saison 1, épisode 18 : Rise of the Zitboy)
- 2001 : Invader Zim (saison, épisode  :  : Oog-Oh (voix)
- 2001 : Star Trek: Voyager (saison 7, épisode 14 : Les Rouleaux de la prophétie) : T'Greth
- 2002 : Charmed (saison 4, épisode 10 : Mauvais Esprits) : Clyde
- 2003 : Cold Case : Affaires classées (Cold Case) (saison 1, épisode 01 : Nouveau regard) : Tim Dorn
- 2003 : La Momie (The Mummy: The Animated Series) (saison 2, épisode 08 : Time Before Time) : Capitaine Horoth
- 2003 : Las Vegas (saison 1, épisode 10 : Coup de poker) : Vanko
- 2004 : Malcolm (Malcolm in the Middle) (saison 5, épisode 14 : Belle-famille, je vous aime) : Ivan Pozefsky
- 2011 : Homeland (saison 1, épisode 06 : Aveux) : Chip Shooter Haigh
- 2011 : Person of Interest (saison 1, épisode 08 : Passage à l'ouest) : Steiller

### Jeu vidéo
- 1997 : Lands of Lore: Guardians of Destiny : Belial / Filmmaker #1 / Ssar Priest (voix)
- 2001 : Crash Bash : Aku Aku / Dingodile (voix, non-crédité)
- 2001 : Star Trek: Armada II : voix
- 2001 : Jak and Daxter: The Precursor Legacy : Red Sage (voix)
- 2001 : Command & Conquer: Yuri's Revenge : voix
- 2002 : Red Faction II : Sopot (voix)
- 2002 : Run Like Hell : Miner #1 (voix)
- 2002 : Summoner 2 : Azraman (voix)
- 2002 : Command & Conquer: Renegade : voix additionnelles
- 2002 : Pirates: The Legend of Black Kat : Ice Demon / Blackbeard (voix)
- 2003 : Jak 2 : Hors-la-loi : Kor (voix)
- 2003 : Devil May Cry 2 : Argosax (voix)
- 2005 : Jade Empire : Death's Hand / Prefect Jitong (voix)
- 2006 : Daxter : Kor (voix)
- 2010 : Red Dead Redemption : Oliver Philips / Aldous Worthington (voix)
- 2011 : Star Wars: The Old Republic : voix additionnelles